# 贝尔杜 (热尔省)
贝尔杜（法語：Berdoues，法語發音：[bɛʁdu]）是法国热尔省的一个市镇，属于米朗德区。

## 地理
贝尔杜（43°28'57"N, 0°24'25"E）面积17.65 平方千米，位于法国奧克西塔尼大區热尔省，该省份为法国西南部内陆省份，北起顺时针与洛特-加龙省、塔恩-加龙省、上加龙省、上比利牛斯省、大西洋比利牛斯省和朗德省接壤。
与贝尔杜接壤的市镇（或旧市镇、城区）包括：贝洛克圣克拉芒、米朗德、蓬桑佩尔、圣马丹、圣莫尔、圣梅达尔、圣米歇尔。

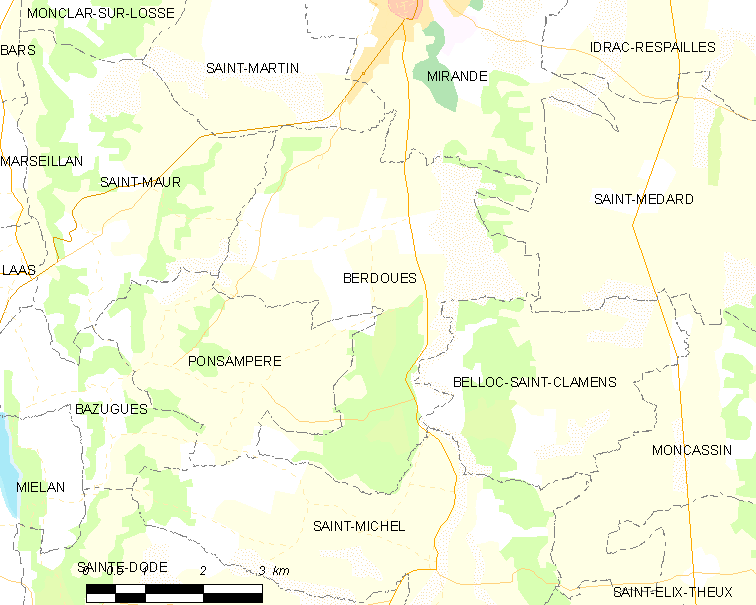
的OSM定位图

贝尔杜的时区为UTC+01:00、UTC+02:00（夏令时）。

## 行政
贝尔杜的邮政编码为32300，INSEE市镇编码为32045。

## 政治
贝尔杜所属的省级选区为米朗德-阿斯塔拉克县。

## 人口

1962-2008年间人口变化图示

贝尔杜于2022年1月1日时的人口数量为421人。